# Сзекелихид (Бихор)
Сзекелихид (рум. Székelyhíd) насеље је у Румунији у округу Бихор. Oпштина се налази на надморској висини од 116 m.

## Становништво
Према подацима из 2011. године у насељу је живело 11443 становника.